# Полоцький краєзнавчий музей
Полоцький краєзнавчий музей — краєзнавчий музей у місті Полоцьк, розташований за адресою вул. Леніна, 11, в будівлі колишньої лютеранської кірхи (пам'ятка архітектури XVIII століття). Входить до складу Національного полоцького історико-культурного музею-заповідника.
Музей працює з 10.00 до 17.00. Вихідний день — понеділок.

## Експозиція
У залах музею можна познайомитися з історією міста Полоцька, його економічним, політичним і культурним життям з якнайдавніших часів і до 1941 року.
В музеї представлено близько 1700 експонатів із фондових колекцій археології, зброї, рідкісних видань 18 століття, нумізматики, промислових виробів. Етнографічний матеріал представлений експозицією «Куточок селянської хати кінця 19 — початку 20 століть»

## Історія
Музей був заснований в 1926 році. Його довоєнні фонди мали в своєму розпорядженні зібрання рідкісних книг, колекції стародавньої зброї, ікон і інші унікальні експонатами.
В період окупації Полоцька нацистами музей був повністю ними розграбований. Відновлений він тільки в 1948 році.
У післявоєнний час колекції музею значно розширилися, поповнилися предметами археології і нумізматики, речовинними експонатами, документами і фотографіями ветеранів війни і праці, предметами побуту.